# Holikachuk
Holikachuk (auch Innoko, Organized Village of Grayling, Innoka-khotana, Tlëgon-khotana) sind athapaskische Ureinwohner aus Westalaska. Ihr heimisches Territorium umfasst die Fläche um den mittleren und oberen Innoko River. Später, 1963, zogen sie nach Grayling in Yukon.
Die Holikachuk nennen sich selbst Doogh Hit’an (IPA: [toʁhət’an]). Der Name Holikachuk wird vom Namen (in der Sprache Holikachuk) eines Dorfes im ursprünglichen Holikachuk-Territorium abgeleitet.
Die Holikachuk wurden von Anthropologen vernachlässigt, was in geringen Dokumentationen resultierte (sowohl veröffentlichte als auch nicht veröffentlichte). In der Vergangenheit wurden sie fälschlicherweise (oder aus Bequemlichkeit) mit den Koyukon gruppiert.
Die Nachbarn der Holikachuk sind im Norden die Yupik (Eskimo) und Koyukon, im Osten die Koyukon, im Süden die Kolchan und im Westen die Deg Xinag.
Die Kultur der Holikachuk ist der der Deg Xinag am meisten ähnlich.

## Sprache
Die Sprache Holikachuk ist ein nördliches Mitglied der athapaskischen Sprachen. Ihre nächste Verwandte ist Koyukon. Holikachuk starb 2012 aus, als ihr letzter Sprecher starb.